# Умберто Костантини
Умберто Костантини (на испански: Humberto Costantini) е аржентински писател, драматург и поет, чието творчество е изпълнено с регионалния жаргон на Буенос Айрес.

## Биография и творчество
Умберто Костантини е роден на 8 април 1924 г. в Буенос Айрес, Аржентина. Той е единствено дете на имигранти от Италия, сефарадски евреи. Следва ветеринарна медицина в университета в Буенос Айрес. Като студент се свързва с Комунистическата партия, но по-късно я напуска пореди различия във възгледите. След завършване на висшето си образование работи като ветеринарен лекар в полетата близо до град Лоберия, където се премества със съпругата си. Там се раждат двете му дъщери – Ана и Виолета.
През 1955 г. се завръща в Буенос Айрес, където практикува различни занаяти, ветеринарен лекар, продавач, грънчар, и др. Малко след завръщането на семейството се ражда синът му Даниел. Едновременно с работата си пише упорито.
Първата му книга с разкази „De por aqui nomás“ (Само от тук) е публикувана през 1958 г., следвани от произведения в различни литературни жанрове. През 1959 г. заедно с Арнолдо Либерман, Оскар Роблес и Виктор Гарсия Кастело създава литературното списание „El Grillo de Papel“. Първият му роман „Háblenme de Funes“ (Разкажете за Фунес) е издаден през 1970 г.
През седемдесетте години участва в революционната левица заедно с други писатели като Харолдо Конти и Роберто Санторо, които са убити от военната диктатура. Тогава в нелегалност започва да пише романа си „За богове, за хорица и полицаи“.
През 1976 г. отива в изгнание в Мексико Сити, където работи като радио и телевизионен журналист и води публични курсове по литература. Там продължава своята литературна дейност и печели още литературни награди. Романът му „За богове, за хорица и полицаи“ от 1979 г. печели наградата „Каса де лас Америкас“ и е преведен на английски, немски, иврит и български език.
Запален по тангото, танцьор и певец, той е експерт по текстовете му и историята на тангото. Той композира текстове за танго и милонга, някои от които са записани.
През 1983 г. се завръща в Буенос Айрес след точно седем години, седем месеца и седем дни в изгнание. В родния си град преживява началото на демократичната пролет на Аржентина.
През 1984 г. е издаден романът му „La larga noche de Francisco Sanctis“ (Дългата нощ на Франсиско Санктис). Той е екранизиран през 2016 г. в едноименния аржентински филм. Както и в романа „За богове, за хорица и полицаи“, и този третира темата за физическото и положение на хора, преследвани от държавен тероризъм, в комбинация от реалистични теми с експресионистичен, поетичен и дори гротескен стил.
Разболява се от рак, но използва кратките периоди на ремисии и подобряване на здравето между химиотерапията, за да продължава да пише. За този период завършва първите два тома от замислената трилогия „La rapsodia de Raquel Liberman“ (Рапсодията на Ракел Либерман). В нея представа живота на еврейска проститутка, поробена от зловещия Цви Мигдал, която се бунтува срещу съдбата си.
Умберто Костантини умира на 7 юни 1987 г. в Буенос Айрес.

## Произведения

### Самостоятелни романи
- Háblenme de Funes : tres novelas breves (1970)[3]
- De dioses, hombrecitos y policías (1979)
За богове, за хорица и полицаи, изд.: „Хр. Г. Данов“, Пловдив (1981), прев. Емилия Юлзари
- La larga noche de Francisco Sanctis (1984)
- La rapsodia de Raquel Liberman (1987) – първите два тома от незавършената трилогия

### Сборници
- De por aquí nomás (1958)[3]
- Un señor alto, rubio de bigotes (1963)
- Una vieja historia de caminantes (1970)
- Bandeo (1975)
- En la noche (1985)
- El cielo entre los durmientes ()

### Поезия
- Cuestiones con la vida (1966)[3]
- Libro de Trelew (1973) – епична поема
- Más cuestiones con la vida (1974)

### Пиеси
- Tres monólogos (1964)
- Una pipa larga, larga, con cabeza de jabalí (1981)
- Chau, Pericles (1986)

### Екранизации
- 1993 Funes, un gran amor
- 2016 La larga noche de Francisco Sanctis